# Chemnitz (Gelehrtenfamilie)
Chemnitz (latinisiert Chemnitius, später auch Kemnitz) war eine Familie, die Juristen, Theologen, Mediziner und weitere Persönlichkeiten in der Mark Brandenburg, Pommern, Schlesien und anderen Gebieten hervorbrachte. Eine Linie wurde zu einer der führenden Familien Grönlands.

## Geschichte
Ein Hans Chemnitz wurde 1280 in Pritzwalk als Ratsherr erwähnt. Danach stellte die Familie bis in das 16. Jahrhundert über mehrere Generationen einige Bürgermeister der Stadt. Im 16. und 17. Jahrhundert folgten Juristen, darunter ein Kanzler, ein Vizekanzler und zwei Konsistorialpräsidenten, Theologen, einer als Generalsuperintendent, und weitere Familienangehörige.
Der Dichter Fritz Reuter im 19. Jahrhundert leitete sich mütterlicherseits auch von dieser Familie ab.
Einer Linie entstammt der als Sohn deutscher Eltern geborene dänische Böttcher Jens Carl Vilhelm Chemnitz (1811–1857), der in Diensten des KGH in Grönland arbeitete. Er wurde über die Linie seines Sohns Jens Chemnitz Stammvater einer der bedeutendsten Familien des Landes.

## Familienangehörige

### Deutsche Linie
1. Hans Chemnitz († 1468) Bürgermeister in Pritzwalk
  1. Claus Chemnitz, erwähnt 1478, Kaufmann in Treuenbrietzen
    1. Paul Chemnitz († 1533), Tuchmacher in Treuenbrietzen
      1. Martin Chemnitz (1522–1586), Theologe A
      2. Matthaeus Chemnitz († um 1564) B

  2. Henneking Chemnitz († 1492), Bürgermeister in Pritzwalk
    1. Henneking (Henning) Chemnitz († 1530), Bürgermeister in Pritzwalk
      1. Joachim Chemnitz (1498–1568), Bürgermeister in Pritzwalk C
      2. Sabellus Chemnitz (1504–1581), Bürger in Pritzwalk D

A
1. Martin Chemnitz (1522–1586), Theologe in Wittenberg und Superintendent; Ehe mit Anna (1533–1603) Tochter von Hermann Jeger und Eva Hane, drei Söhne und sieben Töchter:
  1. Martin Chemnitz  (1556–1557)
  2. Anna Chemnitz I (1557–1563)
  3. Magdalena Chemnitz (1559), verheiratet mit Jordan Straube, Bürgermeister in Braunschweig
  4. Martin Chemnitz (1561–1627), Jurist, Kanzler in Pommern und Schleswig-Holstein; verheiratet mit Margarethe (Tochter von Heinrich Camerarius)
    1. Martin Chemnitz (1596–1645), Jurist in schwedischen Diensten
    2. Bogislaw Philipp von Chemnitz (1605–1678), Staatsrechtler und Historiker, Januar 1648 in den schwedischen Adelsstand erhoben.[2]
    3. Heinrich Chemnitz († 1628)
    4. Franciscus Chemnitz (1609–1656), oberster Militärarzt in Schweden
      1. Franz von Chemnitz (1656–1715), Jurist

    5. Johann Friedrich Chemnitz (1611–1686), mecklenburgischer Beamter und Historiker

  5. Anna Chemnitz (* 1564), verheiratet mit Jacob Gottfried, Pfarrer in Braunschweig, St. Marien
  6. Paul Chemnitz (1566–1614), Domherr in der Stiftskirche St. Blasius in Braunschweig, verh. mit Barbara Lücke, der Tochter des Braunschweiger Bürgermeisters Hermann Lücke und Ilse Grünhagen (Grönhagen)
  7. Eva Chemnitz (* 1568), verheiratet mit Franz Haußmann (fürstlich Braunschweiger Rat)
  8. Margaretha Chemnitz (1570–1579)
  9. Julia Chemnitz (* 1573), verheiratet mit dem Juristen Bernhard Bungensted
  10. Hedwig Chemnitz (1575–1577)

B
1. Matthaeus Chemnitz (†  um 1564)
  1. Martin Chemnitz (um 1564–1627), Pfarrer in Königsfeld in Thüringen
    1. Christian Chemnitz (1615–1666), Theologieprofessor und Superintendent in Jena

C
1. Joachim Chemnitz (1498–1568) Bürgermeister von Pritzwalk, mit Anna (Tochter von Nicolaus Tacke, Bürgermeister von Wittstock, und Anna Detert)[3]
  1. Nicolaus Chemnitz (1533–1600), Doktor der Medizin in Pritzwalk
  2. Matthias Chemnitz (1535/37–1599), Jurist, Vizekanzler und Konsistorialpräsident in Brandenburg, verheiratet mit Elisabeth, (einer Tochter von Thomas Matthias, kurfürstlicher Rat und Berliner Bürgermeister)[4]
    1. Gabriel Chemnitz (* 1582), Domherr in Magdeburg
    2. Heinrich Chemnitz (1583–1632), Offizier in holländisch-nassauischen Diensten
    3. Nicolaus Chemnitz (1585–1631), Offizier in schwedischen Diensten
    4. Johann Chemnitz (1586–1668), Ratsherr in Danzig
    5. Sabine Chemnitz, heiratete Bartholomaeus Koldebatz (Coldebacius), Juraprofessor in Frankfurt (Oder)[5]

  3. Henning Chemnitz (1538–1596)
  4. Sabellus Chemnitz (1540–1611), Theologe, Generalsuperintendent in Brandenburg

D
1. Sabellus Chemnitz (1504–1581), Bürger in Pritzwalk
  1. Joachim Chemnitz (1560–1629), brandenburgischer Hof- und Kammergerichtsrat
    1. Joachim Chemnitz (1600–1663), Jurist, Konsistorialpräsident in Brandenburg

### Grönländische Linie
1. Jens Carl Vilhelm Chemnitz (1811–1857), Böttcher ⚭ Marie Elisabeth Egede (1817–1867)
  1. Augusta Margretha Charlotta Helena Chemnitz (1839–1861?) ⚭ Josva Jørgen Frederik Esaias Kielsen (1834–?)
  2. Ane Maria Cathrina Chemnitz (~1841–1916) ⚭ Christian Søren Andreas Egede (1833–1915)
  3. Carl Vilhelm Frederik Pavia Chemnitz (1843–1869) ⚭ Else Regine Petrine Johanne Petersen (1843–1916)
  4. Salomon Jonathan David Chemnitz (1846–1923) ⚭ Vasti Sophie Gjertrud Dorthe Julia Kleist (1844–1892)
  5. Antoinette Ingeborg Maria Carithas Chemnitz (1851–1882) ⚭ Edvard Frederik Lars Josva Julius Motzfeldt (1845–?)
  6. Jens Anton Barsilaj Ignatius Chemnitz (1853–1929), Pastor ⚭ Ane Marie Jakobine Kathrine Holm (1858–1939)
    1. Karl Johan Pavia Chemnitz (1884–1965), Pastor ⚭ Kristine Margrethe Rosa Julie Høegh (1897–1978)
      1. Aage Chemnitz (1927–2006), Kaufmann
      2. Gudrun Chemnitz (1928–2004), Frauenrechtlerin ⚭ Jørgen Hans Kristian Gustav Chemnitz (1923–2001), Intendant

    2. Nikolaj Adolf Valdemar Chemnitz (1885–1941)
    3. Bolethe Maria Ester Chemnitz (1887–1888)
    4. Bolette Maria Ingeborg Chemnitz (1888–1957) ⚭ Hans Hoseas Josva Kleist (1879–1938), Dichter
    5. Jørgen Niels Peter Chemnitz (1890–1956), Landesrat ⚭ Vilhelmine Else Kathrine Dorthe Josefsen (1894–1978), Frauenrechtlerin
      1. Marie Guldborg Chemnitz (1919–2003), Frauenrechtlerin
      2. Johanne Chemnitz (1921–?)
      3. Jørgen Hans Kristian Gustav Chemnitz (1923–2001), Intendant ⚭ Gudrun Chemnitz (1928–2004), Frauenrechtlerin
      4. Lars Hans Jens Josva Chemnitz (1925–2006), Politiker
      5. Margrethe Marie Tabea Chemnitz (1930–?) ⚭ Kaj Magnus Narup (1926–1997), Kaufmann
        1. Asii Chemnitz Narup (* 1954), Politikerin ⚭ Juaaka Lyberth (* 1952), Musiker und Schriftsteller
        2. Jørgen Chemnitz (* 1957), Fotograf

    6. Jens Lars Andreas Chemnitz (1891–1966), Pastor ⚭ Ingrid Elisabeth Nielsen (?–1935)
      1. Jens Christian Chemnitz (1935–2005), Vizebischof

    7. Kathrine Helene Martine Chemnitz (1893–1898)
    8. Conrad Holm John Chemnitz (1893–1974) ⚭ Inger Antonette Jakobine Josefine Nielsen (1894–?)
    9. Marie Augusta Hanne Chemnitz (1896–1972) ⚭ John Otto Abel Jens Høegh (1890–1966), Schmied und Fotograf
    10. Johan Frederik Morthen Chemnitz (1899–1983) ⚭ Merab Charlotte Bibiane Egede (1909–2000)

  7. Christian Johannes Naaman Chemnitz (1856–1916) ⚭ Nikoline Kathrine Marie Hansen (~1862–?)